# 辰野保

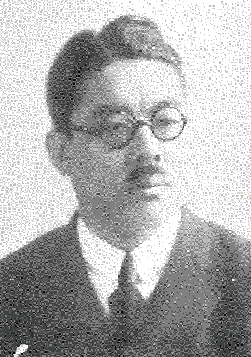
辰野保

辰野 保（たつの たもつ、1891年（明治24年）1月10日 - 1938年（昭和13年）10月17日)は、日本の陸上競技選手、弁護士、政治家。
父は建築家の辰野金吾、兄はフランス文学者の辰野隆。

## 経歴
1891年、東京市赤坂に生まれる。旧制第一高等学校を経て東京帝国大学法学部に入学。東大在学時の1913年（大正2年）、第1回全国陸上大会において砲丸投げで9m00の記録を打ち立てて優勝する。父・金吾、兄・隆ともども相撲好きで、保はとくに強く、一高時代には出羽海部屋に通っていた。
1917年に東大法学部を卒業後、岩田宙造の法律事務所に入って実務研修する。同年、中山瑞彦の娘千代子と結婚。翌1918年に独立して弁護士を開業し、法律事務および特許関係の仕事に従事する。
1920年アントワープオリンピックでは役員（監督）として選手団に同行した。帰国後、内田正練・齋藤兼吉の日本泳法が全く歯が立たなかったことや、飛込競技のルールが日本で知られていなかったことを受けて、欧米に在外連絡員を置いて世界の競技界を研究すべしと訴えた。1933年、東京市会議員選挙に渋谷区から政友会の候補として出馬して当選、一期務めた。また大日本体育協会理事、大日本相撲協会理事、全日本アマチュア拳闘連盟会長を歴任するとともに、1940年東京オリンピック招致委員会委員長として東京への大会誘致に尽力した。1938年、東京目黒の自宅で死去。墓所は父・金吾、兄・隆と同じく、西新宿の常圓寺。

## 著作
- 辰野隆共著『スポオツ随筆』大畑書店、1932年。

## 関連作品
- 『いだてん〜東京オリムピック噺〜』（2019年、NHK） - 演：安楽将士[10]